# 陳曉娟
陳 曉娟（チェン・シャオチュアン、漢音読み: ちん きょうけん、ラテン翻字: Chen Hsiao-chuan、1988年5月18日 - ）は、台湾花蓮県出身の元女子サッカー選手。元チャイニーズタイペイ女子代表。現役時代のポジションはミッドフィールダー。

## 来歴
U-17やU-19のチャイニーズタイペイ女子代表では主力を担ってきた。2010年2月に開催された東アジアサッカー選手権2010本大会では、中盤の攻撃的なポジションで全試合フル出場した。
2010年4月、レアル・バリャドリード・フェメニーノの入団トライアルに、同胞の譚汶淋とともに合格したことが発表された。登録名はRona。これにより2010-11シーズンは林曼婷を含めて3名の台湾人選手が同チームに所属することとなった。
2010年8月、CD Amigos del Dueroとのプレシーズンマッチに出場し、スペインデビュー戦で初ゴールを挙げた。

## 個人成績
| 国内大会個人成績 | 国内大会個人成績 | 国内大会個人成績 | 国内大会個人成績 | 国内大会個人成績             | 国内大会個人成績 | 国内大会個人成績 | 国内大会個人成績 | 国内大会個人成績 | 国内大会個人成績 | 国内大会個人成績 | 国内大会個人成績 |
| 年度             | クラブ           | 背番号           | リーグ           | リーグ戦                     | リーグ戦         | リーグ杯         | リーグ杯         | オープン杯       | オープン杯       | 期間通算         | 期間通算         |
| 年度             | クラブ           | 背番号           | リーグ           | 出場                         | 得点             | 出場             | 得点             | 出場             | 得点             | 出場             | 得点             |
| スペイン         | スペイン         | スペイン         | スペイン         | リーグ戦                     | リーグ戦         | リーグ杯         | リーグ杯         | オープン杯       | オープン杯       | 期間通算         | 期間通算         |
| ---------------- | ---------------- | ---------------- | ---------------- | ---------------------------- | ---------------- | ---------------- | ---------------- | ---------------- | ---------------- | ---------------- | ---------------- |
| 2010-11          | バリャドリード   | 12               | スーペルリーガ   |                              |                  |                  |                  |                  |                  |                  |                  |
| 通算             | スペイン         | スペイン         | スーペルリーガ   | \|\|\|\|\|\|\|\|\|\|\|\|\|\| |                  |                  |                  |                  |                  |                  |                  |
| 総通算           | 総通算           | 総通算           | 総通算           | \|\|\|\|\|\|\|\|\|\|\|\|\|\| |                  |                  |                  |                  |                  |                  |                  |

## 代表歴
U-17チャイニーズタイペイ女子代表
- AFC U-17女子選手権2005 予選敗退（2試合1得点）

U-19チャイニーズタイペイ女子代表
- AFC U-19女子選手権2007 本大会進出（6試合2得点）

チャイニーズタイペイ女子代表
- 2008 AFC女子アジアカップ 2次予選敗退（2試合出場）
- 2010 AFC女子アジアカップ 2次予選敗退（1試合出場）
- 東アジアサッカー選手権2010 第4位（7試合2得点）